# 1977-es magyar férfi vízilabdakupa
A magyar férfi vízilabdakupa 1977-es kiírását a Ferencvárosi TC nyerte.

## Selejtezők

### 1. forduló

#### A csoport
| Csapat                | Mérk | Gy | D | V | G+ | G- | +/- | P |
| --------------------- | ---- | -- | - | - | -- | -- | --- | - |
| Hódmezővásárhelyi VSE | 2    | 2  | 0 | 0 | 18 | 11 | +7  | 4 |
| Központi Sportiskola  | 1    | 0  | 0 | 1 | 5  | 10 | –5  | 0 |
| Egri Vízmű SC         | 1    | 0  | 0 | 1 | 6  | 8  | –2  | 0 |

|                       | HVSE | 0KSI0 | Eger |
| --------------------- | ---- | ----- | ---- |
| Hódmezővásárhelyi VSE | –    | 10–5  | 8–6  |
| Központi Sportiskola  | 5–10 | –     | -    |
| Egri Vízmű            | 6–9  | -     | –    |

#### B csoport
| Csapat     | Mérk | Gy | D | V | G+ | G- | +/- | P |
| ---------- | ---- | -- | - | - | -- | -- | --- | - |
| Tipográfia | 2    | 2  | 0 | 0 | 17 | 8  | +9  | 4 |
| MAFC       | 2    | 1  | 0 | 1 | 15 | 10 | +5  | 2 |
| Siketek SC | 2    | 0  | 0 | 2 | 5  | 19 | –14 | 0 |

|            | 0Tipo0 | MAFC | Siket |
| ---------- | ------ | ---- | ----- |
| Tipográfia | –      | 7–6  | 10–2  |
| MAFC       | 6–7    | –    | 9–3   |
| Siketek SC | 2–10   | 3–9  | –     |

#### C csoport
| Csapat                | Mérk | Gy | D | V | G+ | G- | +/- | P |
| --------------------- | ---- | -- | - | - | -- | -- | --- | - |
| Budapest SE           | 2    | 2  | 0 | 0 | 18 | 8  | +10 | 4 |
| Tatabányai Bányász SC | 2    | 1  | 0 | 1 | 15 | 12 | +3  | 2 |
| Kecskeméti SC         | 2    | 0  | 0 | 2 | 10 | 23 | –13 | 0 |

|                       | 0BSE0 | TBSC | 0KSC0 |
| --------------------- | ----- | ---- | ----- |
| Budapest SE           | –     | 8–2  | 10–6  |
| Tatabányai Bányász SC | 2–8   | –    | 13–4  |
| Kecskeméti SC         | 6–10  | 4–13 | –     |

#### D. csoport
Csatornázási Művek SK – Elektromos 7–3

### 2. forduló
- Szolnoki VSE – Hódmezővásárhelyi VSE 8–6, 13–9
- Budapest SE – Szentesi Vízmű 4-7, 6-5 (Az osztálykülönbség döntött!)
- Eger SE – Tipográfia 11–4, 5–2
- Szegedi EOL – Csatornázási Művek SK 5–2, 15–2

## Elődöntők
1977. november 6–20

### E csoport
| Csapat          | Mérk | Gy | D | V | G+ | G- | +/- | P |
| --------------- | ---- | -- | - | - | -- | -- | --- | - |
| Vasas Izzó      | 2    | 1  | 0 | 1 | 14 | 12 | +2  | 2 |
| Szolnoki VSE    | 2    | 1  | 0 | 1 | 10 | 10 | 0   | 2 |
| Szegedi EOL     | 2    | 1  | 0 | 1 | 11 | 13 | –2  | 2 |
| Vasas SC        |      |    |   |   |    |    |     |   |
| Orvosegyetem SC |      |    |   |   |    |    |     |   |
| Bp. Spartacus   |      |    |   |   |    |    |     |   |

|                 | 0Izzó0 | Szolnok | SZEOL | VASAS | 0OSC0 | Bp. Sp. |
| --------------- | ------ | ------- | ----- | ----- | ----- | ------- |
| Vasas Izzó      | –      | 5–6     | 9–6   | 2–7   | –     | 4–5     |
| Szolnoki VSE    | 6–5    | –       | 4–5   | 4–8   | 5–6   | –       |
| Szegedi EOL     | 6–9    | 5–4     | –     | 7–8   | 1–7   | 1–3     |
| Vasas SC        | 7–2    | 8–4     | 8–7   | –     | 8–7   | 2–6     |
| Orvosegyetem SC | –      | 6–5     | 7–1   | 7–8   | –     | 3–4     |
| Bp. Spartacus   | 5–4    | –       | 3–1   | 6–2   | 4–3   | –       |

A Magyar Úszó Szövetség a Vasas SC, az OSC és a Bp. Spartacus mérkőzéseit sportszerűtlenség miatt megsemmisítette és a három csapatot kizárta a kupából.

### F csoport
| Csapat          | Mérk | Gy | D | V | G+ | G- | +/- | P  |
| --------------- | ---- | -- | - | - | -- | -- | --- | -- |
| Ferencvárosi TC | 5    | 5  | 0 | 0 | 49 | 27 | +22 | 10 |
| Újpesti Dózsa   | 5    | 4  | 0 | 1 | 36 | 23 | +13 | 8  |
| BVSC            | 5    | 3  | 0 | 2 | 31 | 30 | +1  | 6  |
| Eger SE         | 5    | 2  | 0 | 3 | 23 | 32 | –9  | 4  |
| Bp. Honvéd      | 5    | 1  | 0 | 4 | 29 | 33 | –4  | 2  |
| Budapest SE     | 5    | 0  | 0 | 5 | 21 | 44 | –23 | 0  |

|                 | 0FTC0 | Újpest | BVSC | Eger | BHSE | 0BSE0 |
| --------------- | ----- | ------ | ---- | ---- | ---- | ----- |
| Ferencvárosi TC | –     | 9–7    | 6–5  | 12–4 | 10–9 | 12–2  |
| Újpesti Dózsa   | 7–9   | –      | 5–3  | 8–3  | 7–3  | 9–5   |
| BVSC            | 5–6   | 3–5    | –    | 5–4  | 8–7  | 10–8  |
| Eger SE         | 4–12  | 3–8    | 4–5  | –    | 6–3  | 6–4   |
| Bp. Honvéd      | 9–10  | 3–7    | 7–8  | 3–6  | –    | 7–2   |
| Budapest SE     | 2–12  | 5–9    | 8–10 | 4–6  | 2–7  | –     |

## Döntő
1977. november 25–27.
A csapatok az elődöntőből az egymás elleni eredményeket magukkal hozták.
| Csapat          | Mérk | Gy | D | V | G+ | G- | +/- | P  |
| --------------- | ---- | -- | - | - | -- | -- | --- | -- |
| Ferencvárosi TC | 5    | 5  | 0 | 0 | 45 | 30 | +15 | 10 |
| BVSC            | 5    | 3  | 0 | 2 | 32 | 26 | +6  | 6  |
| Újpesti Dózsa   | 5    | 3  | 0 | 2 | 30 | 26 | +4  | 6  |
| Szegedi EOL     | 5    | 2  | 0 | 3 | 26 | 37 | –11 | 4  |
| Szolnoki VSE    | 5    | 1  | 0 | 4 | 28 | 32 | –4  | 2  |
| Vasas Izzó      | 5    | 1  | 0 | 4 | 28 | 38 | –10 | 2  |

|                 | 0FTC0 | Újpest | BVSC | SZEOL | Szolnok | Izzó |
| --------------- | ----- | ------ | ---- | ----- | ------- | ---- |
| Ferencvárosi TC | –     | 6–5    | 9–7  | 10–5  | 8–7     | 12–6 |
| BVSC            | 5–6   | –      | 3–5  | 10–5  | 7–5     | 7–5  |
| Újpesti Dózsa   | 7–9   | 5–3    | –    | 4–5   | 7–6     | 7–3  |
| Szegedi EOL     | 5–10  | 5–10   | 5–4  | –     | 5–4     | 6–9  |
| Szolnoki VSE    | 7–8   | 5–7    | 6–7  | 4–5   | –       | 6–5  |
| Vasas Izzó      | 6–12  | 5–7    | 3–7  | 9–6   | 5–6     | –    |

A Ferencváros játékosai: Árki Zoltán, Bala Balázs, Debreczeni Zsolt, Fehér András, Gerendás György, Kohán Imre, Kövecses Zoltán, Müller András, Steinmetz János, Szollár László, Udvardi István, Wiesner Tamás, Edző: Mayer Mihály